# Faragó László (író)
Faragó László (Ladislas Farago) (Csurgó, 1906. szeptember 21. – New York, 1980. október 15.) újságíró, író, hírszerző, hadtörténész. Számos sikeres, olvasmányos hadtörténeti munkát publikált, különösen a második világháború és a hírszerzés témakörében.

## Élete és munkássága
Faragó Artúr gőzmalmi igazgató és Lang Irma gyermekeként született zsidó családban. Kereskedelmi főiskolát végzett. 1928-tól a The New York Times és a londoni Sunday Chronicle tudósítója volt Budapesten. A zsidóüldözés elől emigrált az Egyesült Államokba, ahol 1942 és 1946 között a haditengerészeti hírszerzés munkatársa volt.
A háború után független kutatóként és íróként a második világháború hadtörténetével foglalkozott. Megírta George Patton életrajzát, amiből aztán játékfilm is készült. Kutatta a második világháborús hírszerzés történetét, valamint egyes prominens nácik, köztük Adolf Eichmann, Martin Bormann és Josef Mengele háború utáni (állítólagos) rejtekhelyeit. 1972-ben nagy feltűnést keltett azzal az állításával, hogy azonosította Martin Bormannt Argentínában. Hamarosan kiderült azonban, hogy megtalálták Bormann csontvázát Berlinben és a Faragó által közölt kép más személyhez tartozik. Faragó azonban még az 1974-ben kiadott Aftermath című könyvében is ragaszkodott saját verziójához. Később, nem sokkal halála előtt azonban egy író kollégának beismerte, hogy az egyik kiadója rendelésére „találta meg” Bormannt.

## Művei
- Abyssinia on the Eve (1935)
- Abyssinian Stop Press (ed.) (1936)
- Palestine on the Eve (1936)
- The Riddle of Arabia (1939)
- Burn After Reading (1961)
- Strictly from Hungary (1962/2004)
- The Tenth Fleet (1962)
- War of Wits (1962)
- Patton: Ordeal and Triumph (1963)
- The Broken Seal: "Operation Magic" and the Secret Road to Pearl Harbor (1967)
- The Game of the Foxes (1971) (Magyarul: A rókák játszmája. A német hírszerzés második világháborús angliai és egyesült államokbeli tevékenységének eddig kiadatlan története (1971)
- Spymaster (1972)
- Aftermath: The Search for Martin Bormann (1974)
- The Last Days of Patton (1981)

### Magyarul
- A rókák játszmája. A német hírszerzés második világháborús angliai és egyesült államokbeli tevékenységének eddig kiadatlan története; ford. Kállai Tibor; Fabula, Bp., 1991

## Fordítás
- Ez a szócikk részben vagy egészben  a   Ladislas Faragó című német Wikipédia-szócikk ezen változatának fordításán alapul.  Az eredeti cikk szerkesztőit annak laptörténete sorolja fel. Ez a jelzés csupán a megfogalmazás eredetét és a szerzői jogokat jelzi, nem szolgál a cikkben szereplő információk forrásmegjelöléseként.